# Museum of Flight
Het Museum of Flight is een luchtvaartmuseum in Seattle. Het museum is gevestigd op Boeing Field, op circa 10 kilometer ten zuiden van het centrum van Seattle.

## Geschiedenis
De historie van het museum gaat terug tot 1965. In dat jaar werd de Pacific Northwest Aviation Historical Foundation opgericht met als doel een Boeing 80A-1 uit 1929 te herstellen. Het driemotorige vliegtuig was in Alaska ontdekt, maar was in zeer slechte staat en het herstel duurde zo’n 16 jaar. Tijdens de zoektocht in 1968 naar een ruimte om het vliegtuig te presenteren aan het publiek kwam de naam Museum of Flight in gebruik. In 1974 werd een definitieve locatie voor het museum gevonden op Boeing Field. De aanwezigheid van een vliegveld was een voordeel voor het museum en het was ook de plaats waar in 1910 de eerste vlucht in Seattle werd uitgevoerd.

## Collectie
In 1975 werd de schuur aangekocht waarin Boeing als vliegtuigbouwer was begonnen. In 1910 had William Boeing de schuur gekocht en in 1916 werd hier werk verricht voor het eerste vliegtuig van Boeing. Na de Tweede Wereldoorlog verliet Boeing de "Red Barn" en kwam in 1970 in handen van de havenautoriteit van Seattle. Het museum kocht de schuur voor $ 1 en na de transactie werd deze verscheept naar de Boeing Field voor herstel. In 1978 werd de schuur opgenomen in het National Register of Historic Places. Het was in Verenigde Staten de oudste nog bestaande schuur waarin vliegtuigen zijn geproduceerd. In 1983 werd de rode schuur voor publiek geopend.
Het museum op Boeing Field werd stapsgewijs uitgebreid met meer zalen, waarin vliegtuigen en diverse luchtvaart gerelateerde onderwerpen aan de orde komen. In 1987 opende vicepresident George H.W. Bush de T.A. Wilson Great Gallery. In deze zaal staat de Boeing 80, hangt een negen ton zware Douglas DC-3 en staat een Lockheed M-21 Blackbird spionage vliegtuig. In 2004 kwam er een speciale zaal voor vliegtuigen van de Eerste en Tweede Wereldoorlog. De laatste zaal werd in april 2012 geopend speciaal voor de ruimtevaart en hier staat een waarheidsgetrouw model van de space shuttle opgesteld, welke daadwerkelijk door NASA gebruikt is om astronauten te trainen.
Buiten de zalen staan nog diverse vliegtuigen buiten opgesteld zoals de eerste Boeing 747, de Cty of Everett en een prototype van de Boeing 727. Verder staat er het eerste presidentiële vliegtuig uitgerust met straalmotoren, de Air Force One (1959–62, SAM 970), welke vloog tussen 1959 en 1996 en een British Airways Concorde. De laatste twee vliegtuigen zijn ook van binnen te bezichtigen.
In totaal staan er zo’n 150 vliegtuigen in en rond het museum opgesteld.

## Afbeeldingen

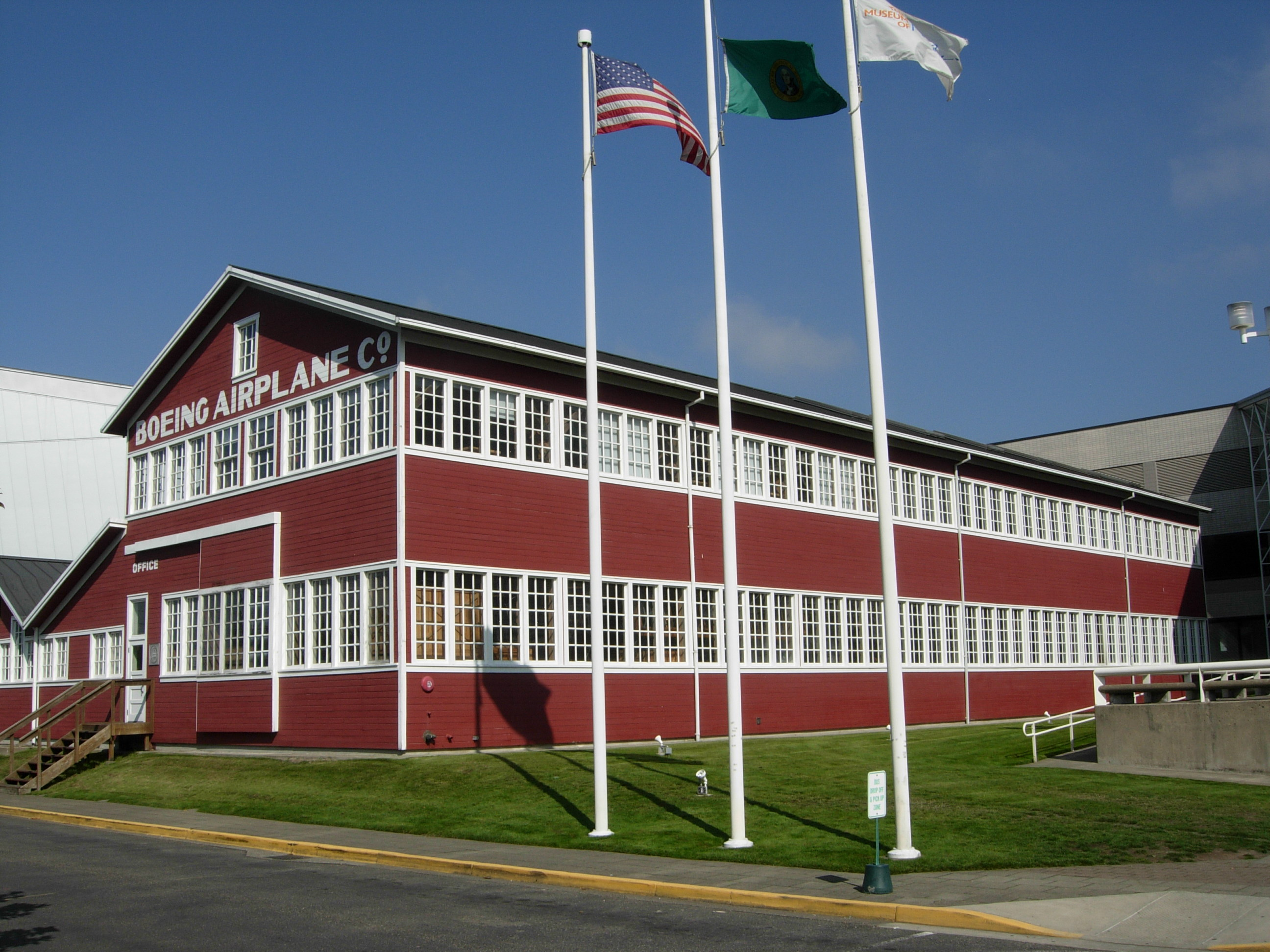
De "Red Barn", Boeing’s eerste werkplaats voor vliegtuigen
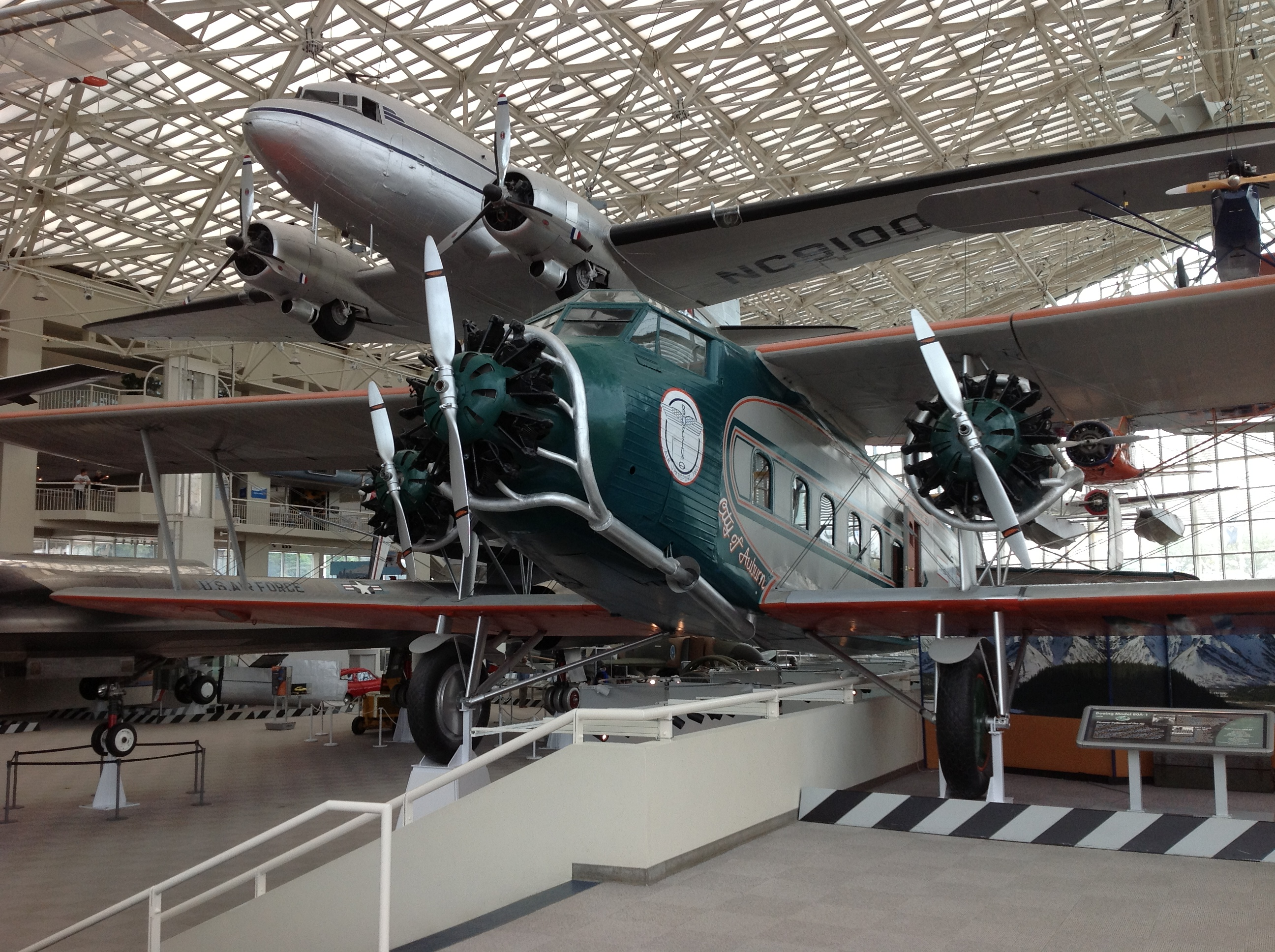
Boeing M80A-1 en DC-3
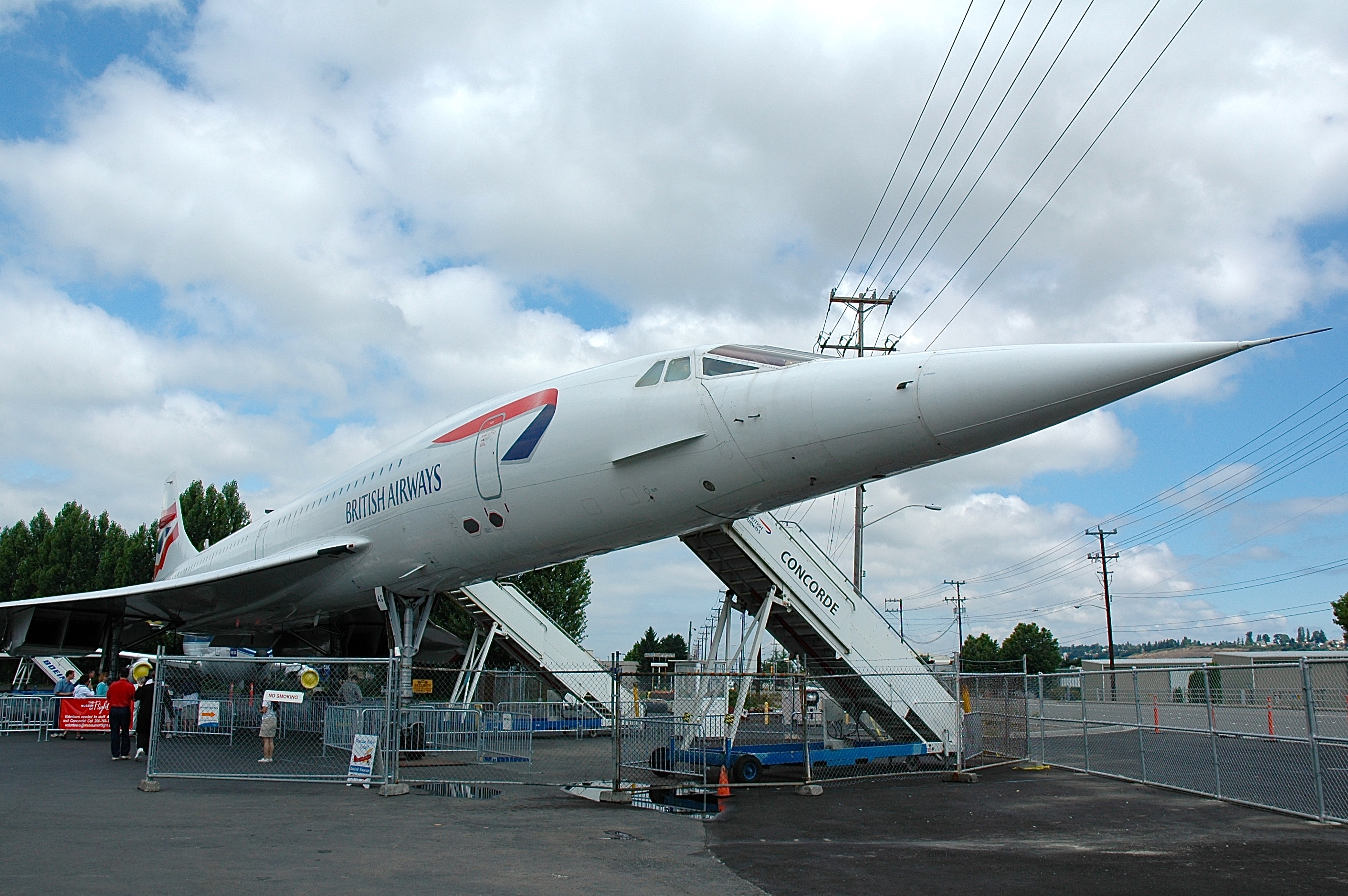
Concorde
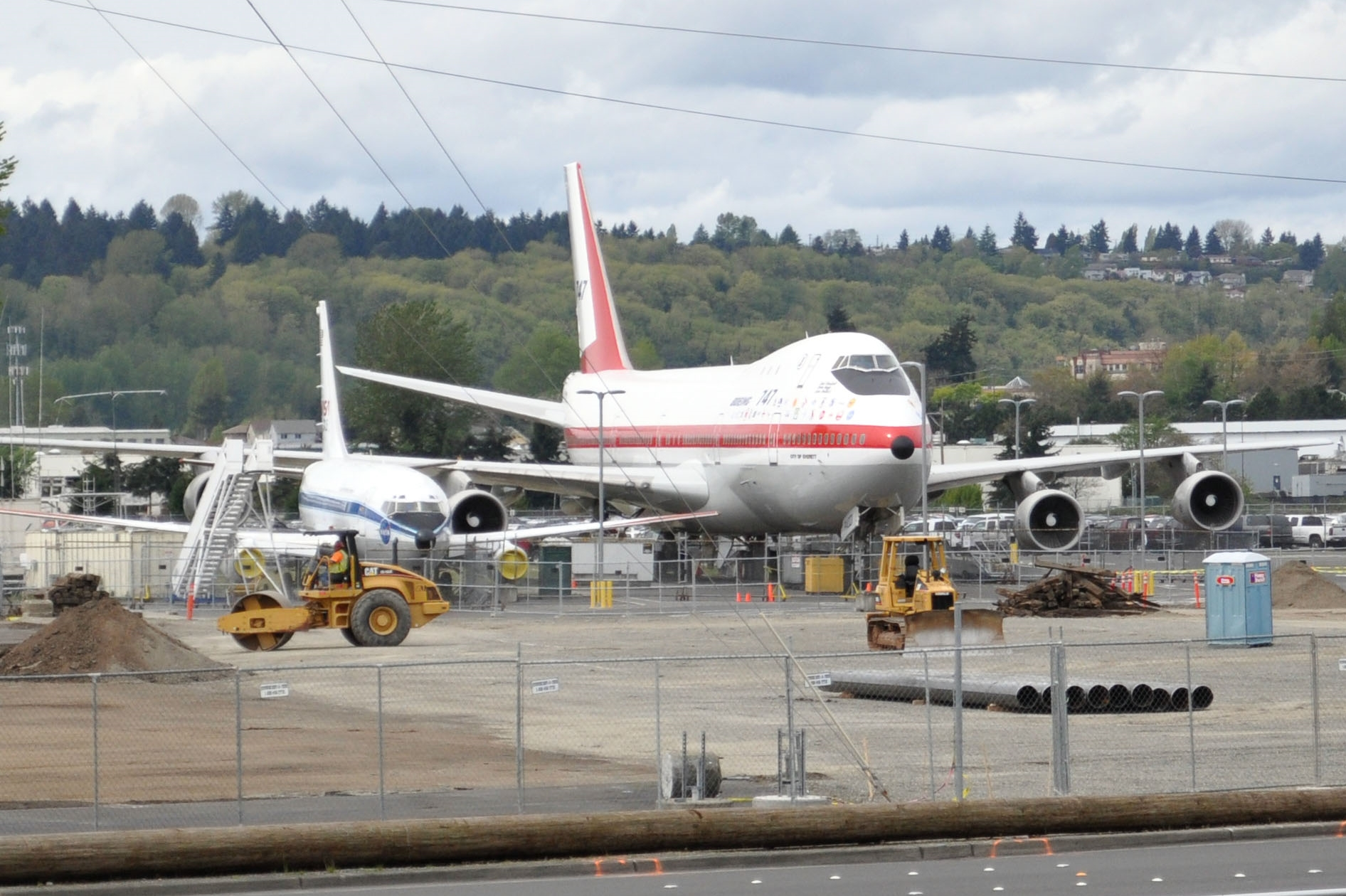
Prototype van de Boeing 747, de City of Everett
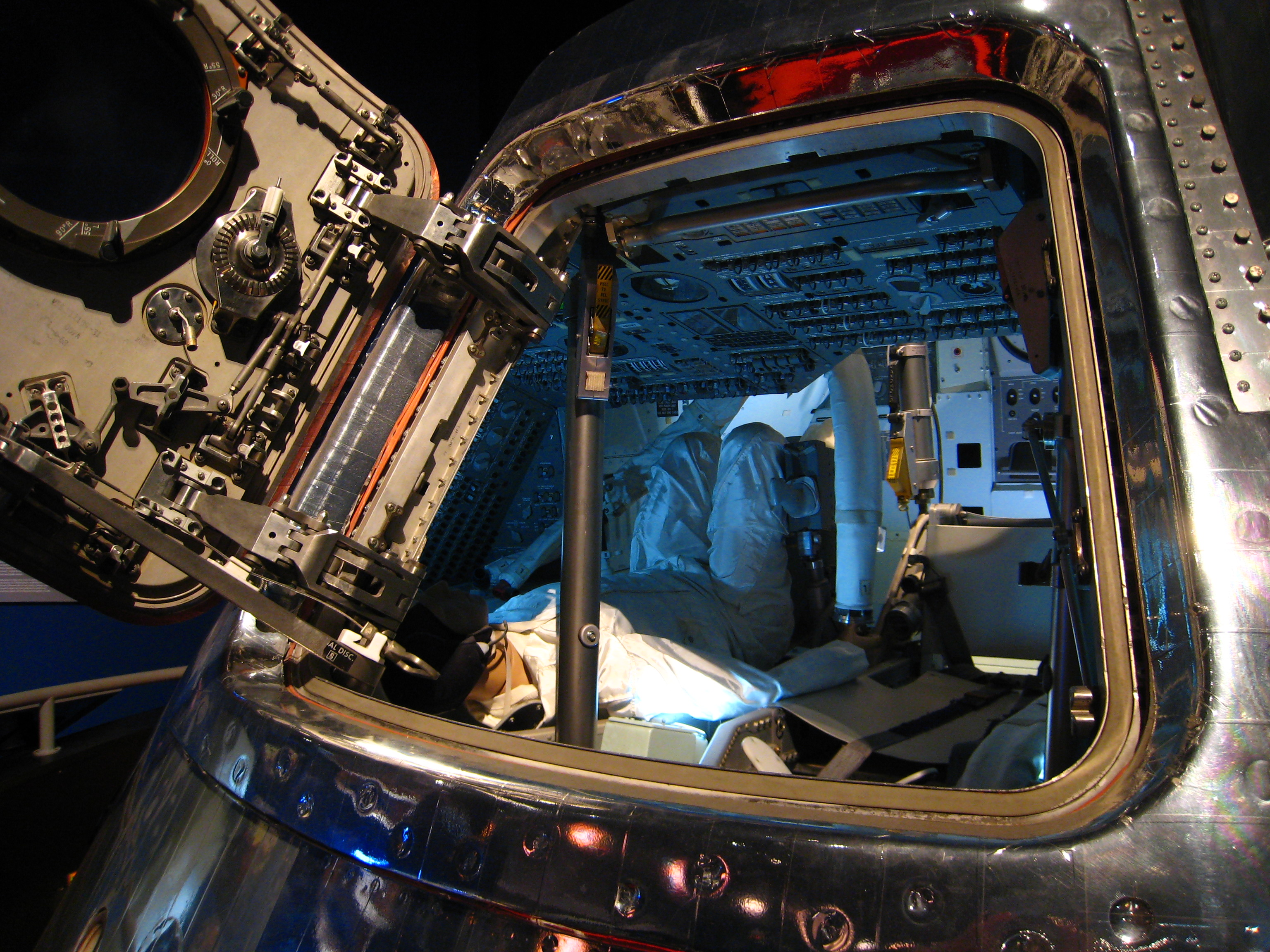
Apollo module